# Alena Augustová
Alena Augustová je bývalá československá krasobruslařka.
Byla členkou klubu Stadión Praha. V roce 1966 vybojovala třetí místo na Zimní univerziádě.

## Výsledky
| Soutěž                                     | 1963 | 1964 | 1965 | 1966 |
| ------------------------------------------ | ---- | ---- | ---- | ---- |
| Mistrovství Evropy v krasobruslení         |      | 17   |      | 14   |
| Zimní univerziáda                          |      |      |      | 3    |
| Mistrovství Československa v krasobruslení | 6    | 2    | 4    | 2    |